# Клим Чурюмов
Клим Иванович Чурюмов (на украински: Клим Іванович Чурюмов) е съветски и украински астроном, първооткривател на кометите 67P/Чурюмов-Герасименко и C/1986 N1 Чурюмов-Солодовников. Член-кореспондент на Украинската академия на науките, действителен член на Нюйоркската академия на науките, директор на Киевския планетариум, член на Международния астрономически съюз.

## Биография
Клим Чурюмов е роден на 19 февруари 1937 година в град Николаев, Украйна. През 1942 г. баща му загива във Втората световна война, а в 1949 семейството му се преселва в Киев. През 1960 г. завършва Киевския университет със специалност физика и астрономия, а по-късно защитава дисертация по астрофизика. Специализира в областта на изследването на комети и астероиди. През 1993 г. защитава докторска дисертация. От 1998 г. е професор в Киевския университет, а от 2004 г. – директор на Киевския планетариум.
Умира на 14 октомври 2016 година в Харков на 79-годишна възраст.

## Научна дейност
През 1969 г. Клим Чурюмов заедно със своята аспирантка Светлана Герасименко правят серия наблюдения и снимки от обсерваторията на Астрофизическия институт в Алма Ата, Казахстан. Целта им била изучаване на кометата 32P/Комас Сола, но на същите плаки откриват нова комета, която, според традицията, получава името на откривателя си: 67P/Чурюмов-Герасименко (67P/Churyumov-Gerasimenko).
През 1986 г., заедно с В. Солодовников от Астрофизическия институт в Алмати, открива дългопериодичната комета C/1986 N1 Чурюмов-Солодовников (C/1986 N1 Churyumov-Solodovnikov).
Публикува над 800 научни статии, 4 монографии и 4 учебника. Бил е организатор и председател на 15 международни научни конференции по астрономия.

## 67P/Чурюмов-Герасименко
Откритата от него комета 67P/Чурюмов-Герасименко е определена за цел на мисията Розета, организирана и финансирана от ЕКА. Космическият апарат „Розета“ е изстрелян с помощта на ракета-носител през 2004 г. от космодрума Куру във Френска Гвиана и достига целта си през ноември 2014, когато влиза в стабилна орбита около кометата. От „Розета“ се отделя спускаемият апарат Фѝле, който успешно каца върху кометата на 12 ноември 2014 г. Това е първият изкуствен апарат, кацнал върху комета. Научната апаратура предава снимки и събира ценна информация от повърхността на кометата като химически състав, наличие на органични съединения, температура и др.

## Отличия
- 1995 – Медал „За откриване на нови астрономически обекти“
- 2005 – Награда от Украинската академия на науките за цикъла трудове „Спектрални изследвания на звезди и комети“
- 2003 и 2009 – Ордени „За заслуги“.